# Hansätter, Lidsätter och Björnberga
Hansätter och Lidsätter och Björnberga är en av SCB avgränsad och namnsatt småort i Södertälje kommun. Den omfattar bebyggelse i de tre bebyggelseenheterna belägna väster om Hölö i Hölö socken. År 2005 benämndes småorten Lindsberg och Österby.